# ActivePython
ActivePython — расширенный дистрибутив интерпретатора языка программирования Python. Распространяется в версиях для Microsoft Windows, Windows NT, Mac OS X, Linux, Solaris, AIX и HP-UX компанией ActiveState.
В состав инсталляционного пакета помимо собственно дистрибутива CPython включены:
- PyWin32 (разработанный Mark Hammond):
  - PythonCOM — база для написания и использования COM-компонентов и серверов в Python
  - Bindings — привязки Python к интерфейсу Win32 API, реестр, журнал событий и т. д.
  - Pythonwin IDE — родной IDE для Windows
- Полная поддержка OpenSSL
- Полная документация для опытных разработчиков и новичков:
  - Документация по Python
  - серия «Что нового в Python»
  - «Dive into Python»
  - Python FAQs
  - Python HOWTOs
  - Копия Python Enhancement Proposals (PEPs)